# Campionati europei juniores di scherma 2006
I Campionati europei juniores di scherma del 2006 (2006 European Juniors Fencing Championships) sono stati organizzati dalla Confederazione europea di scherma e si sono svolti a Poznań, in Polonia, dal 4 al 9 novembre 2006.
Nel fioretto, si sono aggiudicati i titoli di campione europeo il francese Guillaume Gavin, che ha battuto in finale il suo connazionale Thibault Sarda, e l'italiana Arianna Errigo che ha avuto la meglio sull'olandese Saskia Van Erden.
Nella spada il polacco Piotr Nemec ha battuto in finale l'israeliano Grigori Beskin, mentre tra le donne la svedese Sanne Gars ha superato la francese Joséphine Jacques-André-Coquin.
Nella sciabola il magiaro Áron Szilágyi ha prevalso sul rumeno Tiberiu Dolniceanu, mentre la francese Flora Palu ha battuto la magiara Réka Benkó.
Nei campionati europei juniores a squadre maschili, la nazionale magiara ha prevalso nella finale del fioretto contro l'Italia., mentre la nazionale svizzera ha vinto nella spada contro la formazione magiara., ed infine la nazionale ucraina ha avuto la meglio sulla compagine francese nella sciabola.
Nei campionati europei juniores a squadre femminili, la nazionale russa ha prevalso nella finale del fioretto contro l'Italia, la Russia ha vinto nella spada contro la compagine svedese, ed infine la formazione ucraina ha avuto la meglio sulla nazionale russa nella sciabola.

## Podi

### Uomini
| Specialità  | Oro                                                                | Argento                                                                  | Bronzo                                                                    |
| Individuali |                                                                    |                                                                          |                                                                           |
| Fioretto    | Guillaume Gavin                                                    | Thibault Sarda                                                           | Valerio Aspromonte Michal Majewski                                        |
| Spada       | Piotr Nemec                                                        | Grigori Beskin                                                           | Maximilian Mutze Alexandre Blaszyck                                       |
| Sciabola    | Áron Szilágyi                                                      | Tiberiu Dolniceanu                                                       | Max Hartung Alberto Pellegrini                                            |
| A squadre   |                                                                    |                                                                          |                                                                           |
| Fioretto    | Ungheria Péter Bíró Ádám Dubecz Levente Kovács Bence Széki         | Italia Valerio Aspromonte Tobia Biondo Niccolò Meringolo Martino Minuto  | Francia Nicolas Coradin Guillaume Gavin Ghislain Perrier Thibault Sarda   |
| Spada       | Svizzera Max Heinzer Sebastien Lamon Tobias Messmer                | Ungheria Dániel Budai Dávid Csobó Dávid Losonczi Péter Szényi            | Russia Ruslan Gadiev Pavel Suchov Sergej Toropygin Aleksandr Velikanov    |
| Sciabola    | Ucraina Vasyl' Kalyns'kyj Anton Kuksa Dmytro Pundyk Andrij Jahodka | Francia Thimothee Lallement Benoit Lamboley Julien Medard Antoine Neiger | Polonia Lukasz Gal Daniel Olejnik Adrian Stanislawski Albert Stanislawski |

### Donne
| Specialità  | Oro                                                                                  | Argento                                                                           | Bronzo                                                                         |
| Individuali |                                                                                      |                                                                                   |                                                                                |
| Fioretto    | Arianna Errigo                                                                       | Saskia Van Erden                                                                  | Larisa Korobejnikova Viola Haenlein                                            |
| Spada       | Sanne Gars                                                                           | Joséphine Jacques-André-Coquin                                                    | Ewa Nelip Renata Knapik                                                        |
| Sciabola    | Flora Palu                                                                           | Réka Benkó                                                                        | Ekaterina D'jačenko Ol'ha Charlan                                              |
| A squadre   |                                                                                      |                                                                                   |                                                                                |
| Fioretto    | Russia Kamilla Gafurzjanova Larisa Korobejnikova Tat'jana Mjasnikova Diana Jakovleva | Italia Arianna Errigo Maddalena Tagliapietra Martina Batini Valentina De Costanzo | Polonia Hanna Łyczbińska Marta Łyczbińska Natalia Rajczak Martyna Synoradzka   |
| Spada       | Russia Ekaterina Joulkova Ol'ga Kočneva Elena Šašarina Jana Zvereva                  | Svezia Johanna Bergdahl Sanne Gars Emma Wertsén Nina Westman                      | Polonia Katarzyna Dabrowa Renata Knapik-Miazga Dominika Mosler-Plura Ewa Nelip |
| Sciabola    | Ucraina Ol'ha Charlan Olena Chomrova Nina Kozlova Halyna Pundyk                      | Russia Veronika Danilova Ekaterina D'jačenko Julija Gavrilova Anna Tkačenko       | Italia Loreta Gulotta Livia Stagni Irene Vecchi Rossella Gregorio              |